# Eupithecia haywardi
Eupithecia haywardi es una especie de polilla de la familia Geometridae. La especie fue descrita por primera vez por David Stephen Fletcher habiendo sido descrita en 1953, con distribución en Argentina. El holotipo de la especie fue descrita en los alrededores del Río Pucará en territorio del Parque nacional Lanín. Es una polilla pequeña con una envergadura de unos 22 milímetros (0,9 plg).